# 四川号两栖攻击舰
四川号两栖攻击舰，是076型两栖攻击舰首舰，正式命名为中国人民解放军海军四川舰，舷号“51”。2024年12月27日，经由中共中央军事委员会批准，公布命名并举行下水仪式。